# Pasaquina Fútbol Club
El Pasaquina Fútbol Club fue un club de fútbol de El Salvador con sede en la ciudad de Pasaquina, departamento de La Unión. Fue fundado en 1962 y actualmente está desafiliado.

## Historia
El club fue fundado en año de 1962 por David Dimas Caballero Gómez y un grupo de aficionados al fútbol en la pequeña ciudad al norte del departamento de La Unión, en el oriente del territorio salvadoreño. Durante mucho tiempo se mantuvo vigente en campeonatos locales o ligas de fútbol aficionada; El club dio muestras de empeño en jugar en la liga del privilegio desde la década anterior, cuando ya en la categoría de Tercera división logró ser campeón de Zona Oriental, y ascendido con ello a la Liga de Ascenso de El Salvador en el Torneo Clausura 2010. Ya en la misma, tuvo un rendimiento regular y siempre se mantuvo peleando puestos de clasificación para la zona de promoción.
En el Torneo Apertura 2013 de Segunda División , el equipo "burro" ganó el campeonato, al vencer en dos partidos jugados ante Club Deportivo Once Lobos el primero con empate 1-1 en la ciudad de Chalchuapa y 1-0 la vuelta en el estadio San Sebastián de la localidad. Después de no poder acceder a la final del torneo en el Torneo Clausura 2014, significó que el club se viera obligado a jugar el repechaje de promoción nuevamente contra Once Lobos, campeón del dicho torneo, a doble partido. En el primero de ellos jugado en Chalchuapa perdiendo 1-0, y el partido de vuelta, realizado en el estadio San Sebastián de Pasaquina, ganando 2-0 , por lo que el marcador global fue de 2-1 a favor del Pasaquina permitiendo al club el ascenso definitivo a la Primera División por primera vez en su historia.

### Temporada 2014/2015
La primera temporada dentro de la Primera División fue de gran tensión para los intereses "burritos" del Pasaquina F.C.; En el Apertura 2014 el equipo finalizó en el último lugar de la tabla de posiciones, esto tras 18 jornadas de campeonato regular, lo que generó preocupación dentro de la interna del club en su lucha por mantener la categoría, para el siguiente Torneo el Clausura 2015 se refuerza de mejor manera, amalgamando una cerrada disputa por no descender con el equipo capitalino Atlético Marte, misma que duró hasta la última fecha del campeonato regular, donde un triunfo in extremis de 0-1 frente a la CD UES, le permitió al cuadro ‘’unionense’’ asegurarse la categoría de “Primera” para la temporada 2015–2016 en el fútbol salvadoreño.

### Temporada 2015/2016
En la segunda temporada dentro de la Primera División el equipo burro logró alcanzar la 6ª posición con 28 puntos, permitiéndole acceder a la etapa de cuartos de final del Torneo Apertura 2015 por primera ocasión en su historia. En la misma enfrentó a C.D. Águila. donde quedaría relegado de la competencia tras perder con marcador global de 2-0 (1/0 ida y 1/0 vuelta). Para el Clausura 2016 nuevamente los fronterizos alcanzan la ronda de cuartos de final , esta vez como 7° en la clasificación con 26 unidades, en dicha serie mide fuerzas con el cuadro de Santa Tecla F.C. donde nuevamente quedan a un lado de la competición tras caer con marcador global de 6-2 (2/2 ida y 4-0 vuelta).

### Temporada 2016/2017
En la tercera temporada dentro de su andadura en la Primera División los "burritos" pretendían superar la barrera de los cuartos de final del torneo, para las postrimeras del Torneo Apertura 2016, el equipo finaliza en 8ª posición con 29 puntos. De nuevo en la ronda de cuartos no lograría revertir la tendencia, ya que caería en con un global de 2-2 (2-1 ida y 1-0 vuelta) frente a Sonsonate F.C., quien por mejor diferencia en la tabla clasificaría a la instancia de semifinales. mismo resultado vendría el siguiente torneo, el Clausura 2017 donde tras clasificar nuevamente 8° con 26 unidades, se enfrentaría esta vez a los albos del Alianza F.C. donde con global de 4-0 (0-1 ida y 3-0 vuelta) serían eliminados del certamen.

### Temporada 2017/2018
El equipo afrontaría su cuarta temporada donde su rendimiento sería irregular en ambos torneos Torneo Apertura 2017 logran alcanzar el 8° lugar con 25 puntos, por lo que en la siguiente ronda se enfrentan con el líder del torneo regular Alianza F. C. donde son nuevamente apartados de la posibilidad de acceder a semifinales cayendo con global de 4-0 (0-0 ida/4-0 vuelta); Para el torneo siguiente, los mismos finalizarían las jornadas regulares empatados con y C. D. Municipal Limeño y Sonsonate F.C. con 24 puntos; pero por peor diferencia quedan relegados de la postemporada.

### Temporada 2018/2019
En el torneo Apertura 2018 los "burritos" alcanzan la cifra de 25 puntos al finalizar las dos vueltas de clasificación general, pero quedan a 1 punto de los puestos de clasificación quedándose nuevamente sin posibilidad de la siguiente ronda; las alarmas empezaron a encenderse en el club ya que era su segunda ocasión en forma consecutiva; aunado el hecho de problemas económicos que afectaban al equipo durante el campeonato. Para el Torneo Clausura 2019 el equipo logra meterse nuevamente a ronda de cuartos de final misma donde vuelve a enfrentar a los "albos" del Alianza F. C. donde con un global de 5-0 (0-3 ida/0-2 vuelta) no lograrían rebasar la etapa. cabe destacar que durante el torneo regular el equipo fue sancionado junto al C. D. Municipal Limeño y Jocoro F. C. con la resta 6 puntos a la sumatoria que registran las tablas de posiciones por fecha y acumulada. Dicha sanción correspondió al acuerdo emitido por la Federación Salvadoreña de Fútbol el 27 de febrero.

### Inhabilitación, transferencia de categoría (Apertura 2019), y desafiliación.
El 2 de julio de 2019 el club quedó inhabilitado de poder continuar en la Liga Mayor de Fútbol, esto debido a que no contaba con la serie de finiquitos de jugadores ya separados del club, ni solvente con la plantilla de jugadores en el tema de pagos salariales, siendo estos uno de los requisitos para poderse inscribir a la temporada 2019-2020 en la liga del país centroamericano. Por lo que oficialmente el equipo sería declarado como descendido el día 18 del mismo mes, y con la libertad a sus jugadores a buscar otros equipos, y posteriormente poniendo la categoría del club "burro" en venta para completar los 12 equipos en el máxima categoría y sanear la situación de deuda , Siendo Once Deportivo Fútbol Club de Ahuachapán el equipo que presentó interés formal en misma misma que se haría oficial el 20 de julio de ese año, y el club con ello terminaría desafiliado del redondo futbolístico nacional.

## Escudo
Desde su creación, Pasaquina ha jugado en un esquema de color azul y amarillo como colores dominantes, por lo general con los puntos culminantes blancos. El logotipo original del equipo de Pasaquina F.C. contaba con la imagen un burro estilizado, un balón de fútbol dentro de un escudo con los colores amarillo y azul.
El equipo rebautizó el escudo el 3 de julio de 2014 para un nuevo escudo y uniforme. Aunque siempre mantiene los colores tradicionales amarillo y azul, el balón dentro del escudo, el nuevo diseño elimina el burro, agrega como leyenda "La Unión" en la parte superior del nombre, y se le hizo una forma de imagen con un aspecto más vanguardista que incluía estrellas que representan cada uno de los títulos conseguidos en la historia de la institución : uno en la tercera división como campeón y ascendido a la liga de plata en el año 2010, y los títulos de campeón en la segunda división del apertura 2013 y campeón de ascenso en el clausura 2014.
En la actualidad ambos emblemas son considerados oficiales para uso del equipo. ya que en el último torneo (clausura 2015) retomaron el logotipo original que han utilizado desde la segunda división.

## Uniforme
Desde que militó en la Tercera División en el año 2009, el club ha mantenido sus colores tradicionales que son el amarillo y azul; los cuales se reflejan en la siguiente forma:
Uniforme Local: camiseta color amarilla (ya sea de franjas o solo fondo) con vivos en azul, junto con calzoneta y medias en color amarillo con vivos azules.
Uniforme Visitante: camiseta azul o naranja (ya sea de franjas o solo fondo) con vivos amarillos (o azules en el caso de camiseta en naranja), junto con calzoneta y medias en azul con vivos amarillos. El diseño en el estilo en la indumentaria ha variado un poco, pero los colores en sus emblemas se mantienen.

## Estadio
- Estadio de San Sebastián: Pasaquina (2005- 2018)
- Estadio José Ramón Flores, Santa Rosa de Lima (2014, 2016, 2017, 2018 y 2019);

Pasaquina manejo su condición de local en el Estadio de San Sebastián, en Pasaquina . El Estadio San Sebastián cuenta con una capacidad actual de 2.000 personas y un máximo de 1.000 en pie, con un total de 3.000 espectadores, el mismo se encuentra en constante desarrollo de su infraestructura.
Pasaquina F.C. ocasionalmente han celebrado partidos de local en el Estadio José Ramón Flores en Santa Rosa de Lima, Su primer partido como estadio de Primera División se realizó en le marco de la jornada 3 del Torneo Apertura 2014 ante Club Deportivo Atlético Marte.

## Palmarés

### Torneos nacionales
- Segunda División (1) Apertura 2013